# Vier-Nationen-Turnier 2014
Das Vier-Nationen-Turnier 2014 für Frauenfußballnationalteams fand zwischen dem 11. und 15. Februar in der chinesischen Stadt Chongqing statt. Mit Nordkorea nahm nur eine Mannschaft aus den Top 10 der FIFA-Weltrangliste teil, mit Gastgeber China aber ein weiterer ehemaliger Turniersieger. Neuseeland und Mexiko nahmen zum zweiten Mal teil. Die chinesische Mannschaft konnte das Turnier zum dritten Mal gewinnen.

## Spielergebnisse
| Pl. | Land       | Sp. | S | U | N | Tore    | Diff. | Punkte |
| --- | ---------- | --- | - | - | - | ------- | ----- | ------ |
| 1.  | China      | 3   | 3 | 0 | 0 | 005:100 | +4    | 09     |
| 2.  | Nordkorea  | 3   | 2 | 0 | 1 | 003:100 | +2    | 06     |
| 3.  | Mexiko     | 3   | 1 | 0 | 2 | 003:600 | −3    | 03     |
| 4.  | Neuseeland | 3   | 0 | 0 | 3 | 001:400 | −3    | 0      |

|                  |   |            |           |
| 11. Februar 2014 |   |            |           |
| China            | – | Neuseeland | 1:0 (0:0) |
| Nordkorea        | – | Mexiko     | 2:0 (0:0) |
| 13. Februar 2014 |   |            |           |
| Neuseeland       | – | Nordkorea  | 0:1 (0:1) |
| China            | – | Mexiko     | 3:1 (3:1) |
| 15. Februar 2014 |   |            |           |
| Mexiko           | – | Neuseeland | 2:1 (1:1) |
| China            | – | Nordkorea  | 1:0 (0:0) |

## Torschützinnen
1. Yang Li (CHN) – 2 Tore
2. Wang Chen, Ren Guixin (CHN), Renae Cuéllar, Teresa Noyola, Nayeli Rangel (MEX), Amber Hearn (NZL), Ra Un-sim, Kim Yun-mi, Unbekannte Spielerin (PRK) – je 1 Tor
00Kim Un-ha (PRK) – 1 Eigentor